# 1847
- Wikisource

| Calendário gregoriano                                                        | 1847 MDCCCXLVII                      |
| Ab urbe condita                                                              | 2600                                 |
| Calendário arménio                                                           | 1296 – 1297                          |
| Calendário bahá'í                                                            | 3 – 4                                |
| Calendário budista                                                           | 2391                                 |
| Calendário chinês                                                            | 4543 – 4544 Início a 15 de fevereiro |
| Calendário copta                                                             | 1563 – 1564                          |
| Calendário etíope                                                            | 1839 – 1840                          |
| Calendários hindus - Vikram Samvat - Calendário nacional indiano - Cáli Iuga | 1902 – 1903 1768 – 1769 4947 – 4948  |
| Calendário Holoceno                                                          | 11847                                |
| Calendário islâmico                                                          | 1263 – 1264                          |
| Calendário judaico                                                           | 5607 – 5608                          |
| Calendário persa                                                             | 1225 – 1226 Início a 21 de março     |
| Calendário rúnico                                                            | 2097                                 |
| Calendário solar tailandês                                                   | 2390                                 |

1847 (MDCCCXLVII, na numeração romana) foi um ano comum do século XIX do actual Calendário Gregoriano, da Era de Cristo,  e a sua letra dominical foi C, teve 52 semanas,  início a uma sexta-feira e terminou também a uma sexta-feira.
| Ano completo                       |
| ---------------------------------- |
| Ano comum com início à sexta-feira |

## Eventos
- 17 de Junho - criada a Ordem de Pio IX.
- Fundação da cidade de Minneapolis no Minnesota (Estados Unidos).
- Introdução do termo topologia por Johann Benedict Listing.
- Fim do reinado de Dorji Norbu, Desi Druk do Reino do Butão, reinou desde 1838.
- Inicio do reinado de Tashi Dorji, Desi Druk do Reino do Butão, reinou até 1850.
- Assinatura da Convenção de Gramido, a 30 de Junho.
- Chegada do exército americano a Cidade do México.
- Adoção do sistema parlamentarista no Brasil.
- Carnaval - Primeiros bailes de máscaras públicos em Recife, no Teatro Público e no Teatro de Apolo.

## Nascimentos
- 3 de Março - Alexander Graham Bell, foi um cientista, inventor e fundador da companhia telefónica Bell (m. 1922).
- 2 de Outubro - Paul von Hindenburg, foi um militar alemão e presidente da Alemanha de 1925 a 1934 (m. 1934).[1]
- 8 de Novembro - Jean Casimir-Perier, presidente da França de 1894 a 1895 e primeiro-ministro de 1893 a 1894 (m. 1907).
- 30 de Novembro - Affonso Augusto Moreira Penna, político brasileiro (m. 1909).
- 11 de março - Thomas Alva Edison, grande cientista e criador da lâmpada incandescente (m.1931).
- 8 de novembro - Bram Stoker, escritor irlandês, famoso por escrever Drácula (m. 1912).
- 17 de outubro - Chiquinha Gonzaga, compositora, pianista, abolicionista, criadora dos Direitos Autorais e maestrina brasileira (m. 1935).

## Mortes
- 7 de Janeiro - Maria Schicklgruber, avó paterna de Adolf Hitler (n. 1795).
- 3 de fevereiro - Marie Duplessis, a verdadeira A Dama das Camélias.
- Junho - Vital de Bettencourt de Vasconcelos e Lemos.
- 18 de julho - Bento Gonçalves, general Farroupilha.
- 31 de dezembro — Adelaide de Orleães.

## Livros
- Karl Marx publica a obra Miséria da Filosofia criticando o livro Filosofia da Miséria de Proudhon.

## Por tema
- 1847 na ciência
- 1847 no cinema
- 1847 na literatura
- 1847 na música